# 小行星2004
小行星2004（2004 Lexell）是一颗围绕太阳公转的小行星。1973年9月22日，尼古拉·切爾尼赫在克里米亚发现了此天体。
該小行星以瑞典-俄羅斯天文學家安德斯·約翰·萊克塞爾命名。
这颗小行星的绝对星等为58.04682855095725等。